# Friedrich Brauns (Architekt)

Passbild des Architekten Friedrich Brauns, um Ostern 1934

Friedrich Ernst Brauns (geboren 17. Juli 1869 in Hannover; gestorben 12. Juni 1942 ebenda) war ein deutscher Architekt.

## Leben

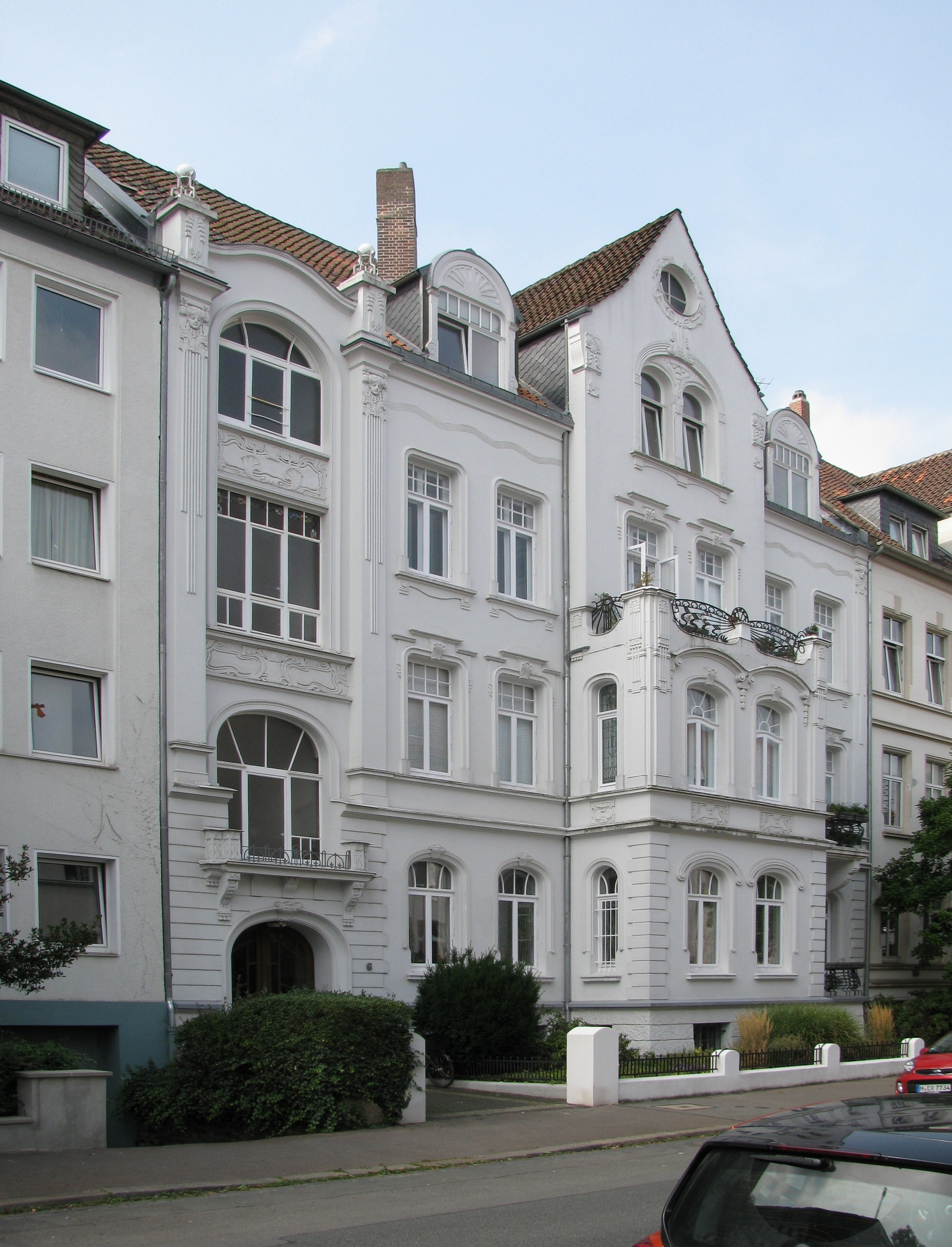
Mehrfamilienhaus Scharnhorststraße 6 im hannoverschen Zooviertel

Friedrich Ernst Brauns wurde 1869 in Hannover als Sohn des Maurermeisters und Architekten Ernst Brauns geboren.
Nach seinem Schulbesuch studierte er von 1889 bis 1891 mit der Matrikelnummer 9121 an der Technischen Hochschule Hannover bei Conrad Wilhelm Hase. Während dieser Zeit wurde er 1890 Mitglied der Bauhütte zum weißen Blatt.
Nach dem Studium war Friedrich Brauns zunächst in Karlsruhe tätig, erst später entwarf er Gebäude in seiner Heimatstadt. Im Jahr 1919 bezog Brauns eine Wohnung in dem von ihm schon zuvor errichteten Mehrfamilienwohnhaus Scharnhorststraße 6. Der mit Jugendstil-Dekor und Elementen der Belle Époque geschmückte dreigeschossige Putzbau gilt unter denkmalpflegerischen Aspekten als eines der bedeutendsten Mehrfamilienhäuser zwischen der Gellertstraße und der Kirchwenderstraße im heutigen Stadtteil Zoo.
Friedrich Ernst Brauns starb am 12. Juni 1942 in Hannover.

## Bauten und Entwürfe
- 1904: Mehrfamilienwohnhaus Scharnhorststraße 6 in Hannover (Sein erster Mieter dort war der Eisenbahndirektor Albert Becké; ab 1919 wohnte Friedrich Brauns selbst im Gebäude.)[1]
- 1910: Wohnhaus für Franz Garvens in Hannover, Gellertstraße 49 (ursprüngliche Hausnummer 5) (kriegszerstört)[1]

## Archivalien
Archivalien von und über Friedrich Ernst Brauns finden sich im Archiv der Bauhütte Hannover, das teilweise im Stadtarchiv Hannover, teilweise im Vereinshaus, Braunstraße 28, einzusehen ist.